# .bv
.bv es el dominio de nivel superior geográfico para la isla Bouvet, la cual está deshabitada. Es administrado por Norid, pero no está abierto a registros para utilizarlo. .bv fue creado el 21 de agosto de 1997 y fue puesto a cargo de Norid, quienes administran el dominio .no. La legislación noruega indica que .no es suficiente para las instituciones que tengan alguna conexión con la isla Bouvet, dejándolo cerrado, de esta forma, a ser utilizado. Como política noruega, no se comercializan los dominios de Internet, es por ello que no existen planes de comercializar .bv. Si algún día el dominio entrase en uso, debe hacerlo bajo la regulación de la Autoridad Noruega de Correos y Telecomunicaciones y seguir las normas establecidas con respecto a .no.

## Historia
La isla Bouvet es una deshabitada isla volcánica en el Océano Atlántico Sur. Noruega la reclama como parte de su territorio desde 1927. El dominio fue establecido el 21 de agosto de 1997, al mismo tiempo que se estableció el dominio .sj para Svalbard y Jan Mayen. La creación del dominio se dio dado que la Internet Assigned Numbers Authority (IANA) asignó dominios de nivel superior geográfico a todos los territorios con un código ISO 3166, en el cual la isla Bouvet posee el código BV.
En junio de 2015, el informático noruego Håkon Wium Lie y el Partido Socialista de Izquierda propusieron el uso del dominio .bv, junto con el .sj, como un paraíso virtual. La propuesta buscaba proteger tanto a las autoridades noruegas, como a disidentes extranjeros que sufran vigilancia.
En marzo de 2012, Norid comenzó a cooperar con la empresa de dominios danesa SIDN, con el propósito de evaluar la posibilidad de utilizar el dominio .bv en el mercado danés. BV es el tipo más común para compañías de responsabilidad limitada en los Países Bajos, por lo que .bv tiene potencialidad de convertirse en un dominio popular. Las negociaciones terminaron en 2016, cuando el Ministerio de Transporte y Comunicaciones advirtió que necesitarían el consentimiento de las autoridades noruegas para hacerlo, las cuales deberían haber habilitado la posibilidad de venta del dominio .bv, y no lo habían hecho.

## Política
La administración de .bv está determinada desde la base de Norid en Trondheim, que es además la utilizada para los dominios .no y la tampoco utilizada .sj. Norid es una compañía de responsabilidad limitada propiedad de Uninett, la cual es propiedad del Ministerio de Educación e Investigación de Noruega. Los derechos de administración provienen de dos fuentes, tanto de los acuerdos con IANA y las reglas establecidas por la  Ley de Telecomunicaciones, la cual está bajo supervisión de la Autoridad Noruega de Correos y Telecomunicaciones, con base en Lillesand.
Las condiciones de uso del dominio .bv están contempladas en la Regulación concerniente a los dominios noruegos del nivel código de país, también conocida como Regulación de dominios. La misma se aplica, además, a los otros dos dominios noruegos, .no y .sj. Si alguna vez entrase en uso .bv, las mismas reglas y procedimientos utilizados para .no deberían aplicarse. El dominio aún continúa reservado para su eventual uso.